# Střední Povltaví
Střední Povltaví je dobrovolný svazek obcí podle zákona v okresu Praha-západ, jeho sídlem jsou Štěchovice a jeho cílem je rozvoj mikroregionu, ÚP, životního prostředí a cestovního ruchu. Sdružuje celkem 6 obcí a byl založen v roce 1999.

## Obce sdružené v mikroregionu
- Štěchovice
- Měchenice
- Davle
- Hradištko
- Slapy
- Buš